# Tschernootschene-Gletscher
Der Tschernootschene-Gletscher (bulgarisch ледник Черноочене lednik Tschernootschene) ist ein 5 km langer und 2 km breiter Gletscher an der Oskar-II.-Küste des Grahamlands auf der Antarktischen Halbinsel. Er fließt von den südöstlichen Ausläufern des Forbidden Plateau südlich des Jorum-Gletschers und nordöstlich des Crane-Gletschers in südöstlicher Richtung zum Spillane-Fjord, den er westlich des Mount Birks erreicht.
Britische Wissenschaftler kartierten ihn 1976. Die bulgarische Kommission für Antarktische Geographische Namen benannte ihn 2012 nach der Ortschaft Tschernootschene im Süden Bulgariens.